# Carl Christian Rafn
Carl Christian Rafn, född den 16 januari 1795, död den 20 oktober 1864, var en dansk fornforskare.
Rafn tog 1816 först juridisk och sedan officersexamen samt var 1821-26 lärare vid landkadettskolan. Från sin tidiga ungdom intresserad av den isländska sagalitteraturen, fick han under sin anställning vid universitetsbiblioteket (1821-23) rikt tillfälle att utvidga sina kunskaper vid genomgåendet av den arnemagneanska handskriftssamlingen. 
Hans första arbete var en översättning av de gamla mytiska och romantiska sagorna, Nordiske kæmpehistorier (3 band, 1821-26), varpå snart följde, en upplaga av "Krákumál". År 1825 stiftade han "Det nordiske oldskriftselskab", vars sekreterare och nästan enväldige styresman han förblev till sin död. 
Med stor kraft deltog han i såväl textbehandlingen som översättningen av "Fornmannasögur" (12 band, 1825-37) och "Fornaldar sögur" (3 band, 1829-30), men väckte dock största uppmärksamhet genom sitt stora verk Antiquitates americanæ (folio, 1837), som fullständigt redogjorde för de gamla nordbornas upptäckt av Amerika och översattes till de flesta större europeiska språk. 
Därefter följde Grönlands historiske mindesmærker (3 band, 1838-45) och Antiquités russes (2 band, 1850-58), som likaledes avsåg att påvisa nordbornas färder i forntiden. Stundom fördes han av sin iver för långt och visade sig därvid sakna kritiskt sinne och grundligare språkstudier. 
Sålunda läste han en indiansk inskrift i Massachusetts som nordiska runor och vågade sig i Oldtidsminder fra Östen 
(1856) på en tolkning av inskriften på marmorlejonet från Pireus. Stor förtjänst inlade han emellertid genom sin iver att intressera utländska furstar och magnater för fornskriftssällskapet samt fick sålunda till stånd en fast fond på 170 000 kronor. 
Även som medlem av "kommissionen for oldsagers bevaring" (sedan 1830) uträttade Rafn mycket och grundlade offentliga bibliotek i Reykjavik (1818), i Thorshavn på Färöarna (1827) och i Godthaab på Grönland (1829). Ravn blev etatsråd 1839 och konferensråd 1859.

## Utmärkelser
- Riddare av Dannebrogorden,  1828[6]
- Dannebrogsmännens hederstecken,  1842[6]

[Redigera Wikidata]